# 日本のビールの銘柄
日本のビールの銘柄（にほんのビールのめいがら）では、日本のビール会社大手が製造・販売するビール系飲料の代表的な銘柄（2010年時点）を紹介する。地ビールの銘柄については日本のビールメーカー一覧#地ビールを参照。

## プレミアムビール
- ヱビスビール（サッポロビール）
- ザ・プレミアムモルツ（サントリー）
- 熟撰（アサヒビール）
- ハートランドビール（キリンビール）

## ビール
- ラガー（キリンビール）
- クラシックラガー（キリンビール）
- 一番搾り（キリンビール）
- 一番搾りスタウト
- キリン秋味（秋季限定）（キリンビール）
- スーパードライ（アサヒビール）
- ザ・マスター（アサヒビール）
- サッポロ生ビール黒ラベル（サッポロビール）
- サッポロクラシック（北海道限定ビール）（サッポロビール）
- サッポロ冬物語（サッポロビール）
- モルツ（サントリー）

## 発泡酒
- 麒麟淡麗〈生〉（キリンビール）
- 淡麗グリーンラベル（キリンビール）
- 淡麗ダブル（キリンビール）
- キリンゼロ〈生〉（キリンビール）
- 円熟（キリンビール）
- 本生ドラフト（アサヒビール）
- 本生アクアブルー（アサヒビール）
- スタイルフリー（アサヒビール）
- 北海道生搾り（サッポロビール）
- MDゴールデンドライ（サントリー）
- ダイエット〈生〉（サントリー）

## 第三のビール
- その他の醸造酒（発泡性）①に属するもの
  - のどごし生（キリンビール）
  - 濃い味（キリンビール）
  - ドラフトワン（サッポロビール）
  - ジョッキ〈生〉のみごたえ辛口（サントリー）
- リキュール（発泡性）②に属するもの
  - ストロングセブン（キリンビール）
  - コクの時間（キリンビール）
  - ホップの真実（キリンビール）
  - クリアアサヒ（アサヒビール）
  - アサヒオフ（アサヒビール）
  - ストロングオフ（アサヒビール）
  - 麦とホップ（サッポロビール）
  - ゴールドスター（サッポロビール）
  - 金麦（サントリー）
  - バーリアル（トップバリュ）
  - ザ・ブリュー（セブンプレミアム）

## ノンアルコールビール
- フリー（キリンビール）
- ポイントゼロ （アサヒビール）
- スーパークリア （サッポロビール）
- ファインゼロ （サントリー）